# Plagiostachys uviformis
Plagiostachys uviformis är en enhjärtbladig växtart som först beskrevs av Carl von Linné, och fick sitt nu gällande namn av Ludwig Eduard Loesener. Plagiostachys uviformis ingår i släktet Plagiostachys och familjen Zingiberaceae. Inga underarter finns listade i Catalogue of Life.